# Gelis alternatus
Gelis alternatus là một loài tò vò trong họ Ichneumonidae.